# EBJL 2017/18
Dieser Artikel beschreibt die fünfte Saison der Erste Bank Juniors League (kurz: EBJL), die U18-Nachwuchsliga im österreichischen Eishockey. Gegebenenfalls wird neben dem EBJL-Meister auch noch der österreichische U18-Meister ausgespielt.

## Teilnehmende Mannschaften
In dieser Saison der EBJL nehmen 16 Mannschaften an der Liga teil. Der HC Orli Znojmo stellen heuer wieder eine, die Okanagan Hockey Akademie sogar zwei Mannschaften. Der slowenischen Klub HDK Maribor ist nicht mehr dabei.

### Gruppe A
- EC Red Bull Salzburg
- EC VSV
- EC KAC
- EK Zell am See
- Vienna Capitals
- Okanagan HC Europe
- EHC Linz

### Gruppe B
- Fehérvár AV19
- Győri ETO HC
- Orli Znojmo
- Hokiklub Budapest
- MAC Budapest
- Vasas HC
- UTE Budapest
- DVTK Jegesmedvék-Miskolce

## Modus

### Grunddurchgang Phase 1
Die Teams der Gruppe A bzw. der Gruppe B bestreiten jeweils unter sich eine Hin- und Rückrunde und zudem eine Hinrunde gegen die Vereine der anderen Gruppe, macht gesamt 22 Spiele pro Team.

### Grunddurchgang Phase 2
Die Top 3 jeder Gruppe spielen in einer Hin- und Rückrunde (10 Spiele pro Team) das Pick- & Heimrecht fürs Playoff aus. Die anderen zehn Mannschaften kämpfen in zwei Gruppen zu je fünf Teams (Qualification Round A und B) die letzten beiden Playoff-Plätze aus. Die beiden Gewinner der Qualifizierungsrunde A + B komplettieren das Feld der Top 8.

### Play-offs
Viertel- und Halbfinale werden in einer Best-of-Three Serie, das Finale in einer Best-of-Five Serie ausgespielt.

### Österreichischer U18-Meister
Österreichischer U18-Meister kann kein internationaler (= nicht österr.) Verein oder ein Verein mit offiziellem Akademiestatus des ÖEHV werden. Sollte daher kein österr. Verein das EBJL-Finale gewinnen, wird separat zwischen den 2 punktebesten österr. Vereinen des Grunddurchgangs der Meistertitel in einer Best-of-Three Serie ausgespielt. Spielberechtigt um den österreichischen U18-Titel sind daher: EV VSV, EC KAC, EHC Linz, Vienna Capitals, Zell am See.

## Grunddurchgang

### Hauptrunde

#### Gruppe A
| Rang | Team                 | Sp | S  | N  | SNV | NNV | T   | GT | TVH | Punkte |
| ---- | -------------------- | -- | -- | -- | --- | --- | --- | -- | --- | ------ |
| 1    | EC Red Bull Salzburg | 13 | 11 | 1  | 1   | 0   | 110 | 26 | +84 | 35     |
| 2    | EC KAC               | 12 | 9  | 1  | 1   | 1   | 63  | 23 | +40 | 30     |
| 3    | Vienna Capitals      | 12 | 7  | 5  | 0   | 0   | 42  | 34 | +8  | 21     |
| 4    | Okanagan HC Red      | 12 | 5  | 4  | 1   | 2   | 51  | 34 | +17 | 19     |
| 5    | EC VSV               | 13 | 5  | 6  | 1   | 1   | 51  | 40 | +11 | 18     |
| 6    | EHC Linz             | 11 | 2  | 7  | 0   | 2   | 29  | 63 | −34 | 8      |
| 7    | EK Zell am See       | 10 | 2  | 8  | 0   | 0   | 18  | 68 | −50 | 6      |
| 8    | Okanagan HC White    | 11 | 1  | 10 | 0   | 0   | 22  | 68 | −46 | 3      |

#### Gruppe B
| Rang | Team                      | Sp | S  | N  | SNV | NNV | T  | GT | TVH | Punkte |
| ---- | ------------------------- | -- | -- | -- | --- | --- | -- | -- | --- | ------ |
| 1    | MAC Budapest              | 12 | 10 | 2  | 0   | 0   | 64 | 22 | +42 | 30     |
| 2    | Fehérvár AV19             | 12 | 10 | 2  | 0   | 0   | 73 | 37 | +36 | 30     |
| 3    | UTE Budapest              | 12 | 6  | 5  | 1   | 0   | 29 | 39 | −10 | 20     |
| 4    | HC Orli Znojmo            | 11 | 5  | 5  | 1   | 0   | 43 | 40 | +3  | 17     |
| 5    | DVTK Jegesmedvek-Miskolce | 10 | 5  | 4  | 1   | 0   | 27 | 36 | −9  | 17     |
| 6    | Győri ETO HC              | 11 | 4  | 6  | 0   | 1   | 50 | 50 | ±0  | 13     |
| 7    | VASAS Budapest            | 12 | 4  | 8  | 0   | 0   | 39 | 56 | −17 | 12     |
| 8    | Hokiklub Budapest         | 12 | 0  | 12 | 0   | 0   | 18 | 93 | −75 | 0      |

### Topscorer
| Spieler              | Mannschaft   | Sp | T  | V  | Pkt |
| -------------------- | ------------ | -- | -- | -- | --- |
| Leon Wallner         | Salzburg     | 12 | 10 | 22 | 32  |
| Senna Peeters        | Salzburg     | 11 | 14 | 18 | 32  |
| Fabian Hochegger     | EC KAC       | 12 | 13 | 18 | 31  |
| Vladislav Polegoshko | Salzburg     | 13 | 12 | 18 | 30  |
| Levente Keresztes    | MAC Budapest | 12 | 13 | 14 | 27  |

### Torhüter
| Spieler            | Mannschaft      | Sp | GAA  | Sv%    |
| ------------------ | --------------- | -- | ---- | ------ |
| Fabian Horn        | EC KAC          | 5  | 1,60 | 94,2 % |
| Vladislavs Cornijs | Okanagan HC Red | 3  | 1,65 | 93,7 % |
| Roland Farkas      | MAC Budapest    | 10 | 1,50 | 93,1 % |
| Jakob Brandner     | EC KAC          | 6  | 2,09 | 92,6 % |
| Dominik Horvath    | Fehérvár AV19   | 6  | 2,34 | 91,7 % |